# 1831 en littérature
| Années de la littérature : 1828 - 1829 - 1830 - 1831 - 1832 - 1833 - 1834    |
| Décennies de la littérature : 1800 - 1810 - 1820 - 1830 - 1840 - 1850 - 1860 |

Cet article présente les faits marquants de l'année 1831 en littérature.

## Évènements
- 17 janvier : Victor Hugo remet à Gosselin un manuscrit de Notre-Dame de Paris. Les ajouts manquent.
- 2 février : Victor Hugo termine le chapitre « Paris à vol d'oiseau ».
- 3 septembre : Victor Hugo pose pour son buste par Jehan Duseigneur.
- 12 octobre : féroce attaque de Jules Janin dans Le Journal des débats contre Honoré de Balzac au sujet de l'Auberge rouge qui a reçu par ailleurs un chaleureux accueil de la critique.
- 24 octobre : après plusieurs démêlés avec Gosselin, et qui amènent la rupture, Victor Hugo signe, pour Les Feuilles d’automne, un contrat avec l'éditeur Renduel.

- L'écrivain américain Edgar Allan Poe écrit ses poèmes.

## Presse
- 1er février : François Buloz reprend la Revue des deux Mondes.

## Parutions

### Essais
- 24 mars : Chateaubriand publie De la Restauration et de la monarchie élective[1].
- 2 septembre : Chateaubriand publie ses Études historiques.

### Poésie
- 18 juillet : Victor Hugo termine l'Hymne aux morts de juillet, commandé par le gouvernement et que Herold doit mettre en musique.
- 1er décembre : Victor Hugo : Les Feuilles d’automne, recueil de vers, chez Renduel.

### Romans
- 27 février : Honoré de Balzac, Le Réquisitionnaire, nouvelle publiée dans la Revue de Paris.
- 16 mars : Victor Hugo, Notre-Dame de Paris, roman historique, 2 vol., chez Gosselin.
- 4 mai : Théophile Gautier : La Cafetière, premier conte fantastique, publié par Le Cabinet de lecture.
- 1er décembre : Walter Scott, Les Contes de mon hôte, quatrième série : Robert, comte de Paris, Le Château périlleux.
- George Sand et Jules Sandeau :
  - Juillet-août : Le Commissionnaire.
  - Septembre-novembre : Rose et Blanche : ou la comédienne et la religieuse.

- Honoré de Balzac : La Peau de chagrin, Étude de femme, Le Chef-d'œuvre inconnu, Les Proscrits
- Jules Janin : Barnave.
- Alexandre Pouchkine : Eugène Onéguine et de Boris Godounov.
- Eugène Sue : El Gitano, Atar-Gull, la Salamandre. Romans maritimes.

### Nouvelles
- George Sand et Jules Sandeau :
  - Janvier : La Prima Donna.
  - 5 mars : Vision.
  - Mai : La Fille d'Albano
- 3 mars : Molinara de George Sand.

### Théâtre
- 3 mai : première représentation  au théâtre de la Porte-Saint-Martin du drame d'Alexandre Dumas Antony qui remporte un succès spectaculaire.
- 11 août : au théâtre de la Porte-Saint-Martin, première de Marion Delorme de Victor Hugo, avec Marie Dorval et Bocage.
- 27 août : publication, chez Renduel, de Marion Delorme de Hugo.
- 29 août : Dumersan, Brunswick et Céran représentent, aux Variétés, une parodie de la pièce de Victor Hugo - sous le titre : Gothon du passage Delorme.

- Alexandre Griboïedov : première du  Malheur d’avoir trop d’esprit.
- Alfred de Vigny :  La Maréchale d'Ancre, pièce historique écrite en 1831

## Principales naissances
- 7 octobre : Eleanor Kirk, écrivaine américaine († 1908).